# سلاوویواتس
سلاوویواتس (به صربی: Slavujevac) یک منطقهٔ مسکونی در صربستان است که در پریچو واقع شده‌است. سلاوویواتس ۱۰٫۰۱ کیلومتر مربع مساحت و ۴۸۲ نفر جمعیت دارد.